# Utricularia uxoris
Utricularia uxoris este o specie de plante carnivore din genul Utricularia, familia Lentibulariaceae, ordinul Lamiales, descrisă de G și Oacute;mez-laur.. Conform Catalogue of Life specia Utricularia uxoris nu are subspecii cunoscute.